# ほのぼの
『ほのぼの』は、シンガーソングライターさだまさしの1992年11月10日発表のソロ18枚目のオリジナル・アルバムである。

## 概要
1960年代から活躍している、アコースティックギタリストの石川鷹彦との初めての作品である。
石川のギターを最大限に生かすために、ほとんどの作品に使われている楽器は石川とさだのギターだけである。なお、このアルバムのオリジナル版では歌詩カードの解説がすべて、さだの直筆で書かれていた。

## 収録曲
| 全作詞・作曲: さだまさし、全編曲: 石川鷹彦（特記以外）。 |                                                      |            |            |      |
| #                                                        | タイトル                                             | 作詞       | 作曲・編曲 | 時間 |
| 1.                                                       | 「夜間飛行 〜毛利衛飛行士の夢と笑顔に捧ぐ〜」        | さだまさし | さだまさし | 4:37 |
| 2.                                                       | 「薔薇ノ木ニ薔薇ノ花咲ク」                           | さだまさし | さだまさし | 6:33 |
| 3.                                                       | 「警戒水位」                                         | さだまさし | さだまさし | 6:13 |
| 4.                                                       | 「残照」                                             | さだまさし | さだまさし | 4:15 |
| 5.                                                       | 「邂逅」                                             | さだまさし | さだまさし | 5:14 |
| 6.                                                       | 「あなた三昧」                                       | さだまさし | さだまさし | 5:39 |
| 7.                                                       | 「涙のコード・バトラー (MC)」                        | さだまさし | さだまさし | 0:49 |
| 8.                                                       | 「好敵手」                                           | さだまさし | さだまさし | 4:28 |
| 9.                                                       | 「未来」                                             | さだまさし | さだまさし | 4:18 |
| 10.                                                      | 「本当は泣きたいのに」                               | さだまさし | さだまさし | 5:57 |
| 11.                                                      | 「聖域 (サンクチュアリ) 〜こすぎじゅんいちに捧ぐ〜」 | さだまさし | さだまさし | 6:13 |
| 12.                                                      | 「ほのぼの'S Blues」(作曲・編曲：石川鷹彦)           | さだまさし | さだまさし | 3:47 |
| 合計時間:                                                | 合計時間:                                            | 58:03      |            |      |

### 解説
1. 夜間飛行 〜毛利衛飛行士の夢と笑顔に捧ぐ〜
日本人で初めてスペースシャトルに搭乗した毛利へ、さだが抱く羨望と夢、そして毛利の成功を祝うために作られた作品。
作品中には、毛利が搭乗したスペースシャトル・エンデバーやさだが様々な影響を受けた宮沢賢治・リンドバーグ・アインシュタインを象徴する語句や名前が登場している。
2. 薔薇ノ木ニ薔薇ノ花咲ク
さだの幼少期にさだの父の事業の失敗が原因で引っ越した借家にさだ兄妹が彼らの母の為に持ち帰ったバラを、大人になったさだの視点から省みた追憶曲。
さだはこのバラを、コンサートトークや多くのエッセイ集、果ては彼の小説処女作『精霊流し』にも登場させている。
3. 警戒水位
都会にやってきた地方出身者の抱く「孤独」や「郷愁」について歌い上げた作品。
4. 残照
恋人と別れた男性の、彼女と別れた後に自分や彼女の持つ様々な「自分」に気が付いていく過程を表した作品。
最後に残った彼女との幸せな日々の思い出は、まさに心を照らし続ける「想い」の残り火である。
5. 邂逅
生前、父を拒んだ娘が、父の遺品のカメラと母という共通の大切な道具と被写体を通して、ようやく父の「心」と「想い」に出逢い、父を理解することができる過程を歌った作品。
6. あなた三昧
相手のことを心から想う女性の心理を表した作品。シングルでも発売されているが、このアルバムに収録されているものとはアレンジが異なる。
7. 涙のコード・バトラー (MC)
さだと石川鷹彦の曲演奏間のやりとりを収録した一場面。
8. 好敵手
コード・バトラーより転じてイントロに入る。
元ヤクルトスワローズ外野手の栗山英樹がシングルを出すために提供した曲（1992年7月25日発売）。
互いに切磋琢磨出来る友やライバルの重要さについて歌っている作品。
9. 未来
人生を先の見えない深い霧の中にたとえて、そこで重要なことは自分がどれだけ希望を信じ、大切な人を想ってゆけるかであるということを表した作品。
10. 本当は泣きたいのに
森川由加里への提供曲（本アルバムの前年の1991年2月に発売されたシングル）。森川はその年の「夏・長崎から」に参加している。
別れの一場面を表現した作品。
さだの実妹である佐田玲子もカバーしている（アルバム『本当は泣きたいのに』に収録）。
11. 聖域 (サンクチュアリ) 〜こすぎじゅんいちに捧ぐ〜
1992年に他界した音楽評論家こすぎじゅんいちへの鎮魂曲。
さだはライナーノートで「一人一人が持つ心の『聖域』について、あえて『逆鱗に触れる』ことになるが、それでも『愛』や『生命』、『時の流れ』について唄っていくと再定義した作品でもある」と語っている。
12. ほのぼの'S Blues
今作で唯一さだがヴァイオリンを奏でており、石川鷹彦とのセッション曲。さだが敬愛するポール・サイモンとステファン・グラッペリによる"HOBO'S Blues"（1972年のアルバム『ポール・サイモン』収録）のパロディ。途中で「精霊流し」のイントロや「関白宣言」のメロディが引用されている。

## 作詩・作曲・編曲
- 下記以外の全曲とも作詩[1]・作曲：さだまさし、編曲：石川鷹彦

## 主な参加ミュージシャン
- ギター/シンセサイザー：石川鷹彦
- ストリングス：篠崎正嗣Strings